# Ultrasonic Imaging
Ultrasonic Imaging is een internationaal, aan collegiale toetsing onderworpen wetenschappelijk tijdschrift op het gebied van de
echografie.
De naam wordt in literatuurverwijzingen meestal afgekort tot Ultrason. Imag.
Het wordt uitgegeven door SAGE Publications en verschijnt 4 keer per jaar.